# (170) Maria
(170) Maria – planetoida z pasa głównego asteroid.

## Odkrycie
Została odkryta 10 stycznia 1877 roku w Tuluzie przez Josepha Perrotina. Jej orbitę obliczył włoski astronom Antonio Abetti, a jej nazwa pochodzi od imienia jego siostry.

## Orbita
(170) Maria okrąża Słońce w ciągu 4 lat i 30 dni w średniej odległości 2,55 j.a. Od nazwy tej planetoidy pochodzi nazwa całej rodziny planetoidy Maria.